# Movimiento de Liberación Nacional – Tupamaros

Logo der Tupamaros

Flagge der Tupamaros

Die Tupamaros, vollständige spanische Bezeichnung Movimiento de Liberación Nacional – Tupamaros (MLN-T, Nationale Befreiungsbewegung – Tupamaros) waren eine kommunistische Guerillabewegung Uruguays, die sich aus gewerkschaftlichen Elementen formte und von 1963 bis in die 1970er Jahre als Untergrundbewegung tätig war. Seit 1985 agiert sie als politische Partei.

## Name
Der Name leitet sich von dem peruanischen Rebellenführer Túpac Amaru II. (1738–1781) ab. Auch das uruguayische Volksheer, das bis 1811 gegen die Kolonialmacht Spanien kämpfte, nannte sich „Tupamaros“.

## Geschichte
Während der 1960er Jahre distanzierten sich die Tupamaros noch von bewaffneten Aktionen und Gewalt. Sie legten Wert darauf, mehr als politische Bewegung denn als klassische Guerilla zu erscheinen. Ihr Konzept der Stadtguerilla umfasste demgegenüber insbesondere eine Öffentlichkeitsarbeit. Ab 1968 verschärften sich die Maßnahmen der Regierung gegen Arbeitsunruhen im Land, die bis hin zur Verkündung von Notstandsgesetzen reichten. Die Regierungsmaßnahmen umfassten politische Gefangennahmen, die Verwendung von Foltermethoden während Verhören und die gewaltsame Niederschlagung von Protesten. 
Seit 1968 radikalisierten sich die Tupamaros. In diesem Jahr entführten sie Ulysses Pereira Reverbel, einen führenden Politiker des Partido Colorado, und verübten mehrere Anschläge und Raubüberfälle (Hotel Casino Carrasco in Montevideo); Polizisten erschossen die Studenten Líber Arce, Susana Pintos und Hugo de los Santos. Die Entführungen und Ermordungen hochgestellter Persönlichkeiten durch Tupamaros sowie die Anschläge in mehreren Großstädten erreichten ihren Höhepunkt in den Jahren 1970 und 1971. In dieser Zeit wandte sie ihr Konzept Carcél del Pueblo (Volksgefängnis) an. Die Opfer ihrer Entführungen, darunter beispielsweise der US-amerikanische CIA-Agent und Sicherheitsberater der uruguayischen Innenbehörden Daniel A. Mitrione, wurden festgehalten und verhört sowie zum Teil ermordet, die Resultate der Verhöre schließlich der Öffentlichkeit zugänglich gemacht. Im Jahr 1971 entkamen bei einem bedeutenden Gefängnisausbruch mehr als hundert Tupamaros. 
Politisch erreichte die Bewegung keine Änderung der Regierungsverhältnisse, was sich bei der Wahlniederlage der Linken 1971 zeigte. Zudem gerieten die Tupamaros immer stärker unter militärischen Druck durch die Armee und Polizei Uruguays, die auch durch das US Office of Public Safety ausgebildet und unterstützt wurde. Der massive Einsatz von Gewalt schwächte die Bewegung und bereits 1972 waren zahlreiche Führungspersonen verhaftet worden. Unter anderem wurde der Anführer Raúl Sendic gefasst und wie viele andere bis zum Ende der Militärdiktatur 1985 inhaftiert. Überlebende führende Mitglieder beschlossen damals, sich an den demokratischen Wahlen zu beteiligen. Sie gründeten die Bewegung für Volksbeteiligung (Movimiento de Participación Popular), die inzwischen zur stärksten Fraktion des linken Parteienbündnisses Frente Amplio geworden ist. Im Oktober 2004 gewann das Parteienbündnis die Wahlen und stellt seitdem die Regierung. Einer der ehemals führenden Mitglieder der Tupamaros, José Mujica, war von 2005 bis 2008 Landwirtschaftsminister und von 2010 bis 2015 Staatspräsident.

## „Tupamaros“ in Westeuropa
Das Konzept der Tupamaros wurde in Europa mit unterschiedlicher politischer Ausrichtung vielfach nachgeahmt, zuerst ab 1969 von den Tupamaros West-Berlin sowie Tupamaros München und dann von den italienischen Roten Brigaden, der deutschen Rote Armee Fraktion und der Bewegung 2. Juni.

## Filme
- Costa-Gavras: Der unsichtbare Aufstand. original État de Siège (1972)
- Rainer Hoffmann, Heidi Specogna: Tupamaros. Dokumentarfilm mit Pepe Mujica et al. (1997)